# Armin Kremer
Armin Kremer, né le 4 décembre 1968, est un pilote de rallye allemand.

## Biographie
Sa carrière en compétition a débuté en 1992.
Ce pilote participa au championnat d'Europe essentiellement de 1995 à 2001, et à celui d'Asie-Pacifique en 2003 et 2004.
Son meilleur résultat en WRC est une 8e place au rallye Monte-Carlo en 1998. 
Il revient pour un one shot dans la catégorie reine WRC lors du Rallye d'Allemagne 2017 sur une Ford engagée par M-Sport et se classe 9e dans les points.

## Palmarès
- Champion d'Europe des rallyes, en 2001 sur Toyota Corolla WRC (copilote Fred Berßen);
- Champion d'Asie-Pacifique des rallyes en 2003, sur Mitsubishi Lancer Evo 7 (ainsi que du Groupe N);
- Triple Champion d'Allemagne des rallyes en 1996 (Mitsubishi Lancer Evo 3), 1998 et 1999 (Subaru Impreza WRC).

### 11 victoires en championnat d'Europe
- 1997 et 1998: rallye Šumava Mogul;
- 1998 et 1999: rallye des Tulipes d'or (Golden Tulip Rally) (Hellendoorn/Nijverdal);
- 1998 et 2000: rallye des Trois Cités (Munich-Vienne-Budapest);
- 1999: rallye Pneumant (à Lutherstadt Wittenberg);
- 1999: rallye d'Allemagne;
- 1999: rallye Hunsrück;
- 1999: rallye de Sarre;
- 2001: rallye Fiat de Turquie:
- 2001: rallye de Bulgarie (à Albena);

### 3 victoires en championnat d'Asie-Pacifique
- 2003: rallye de Thaïlande:
- 2003: rallye d'Inde;
- 2003: rallye de Canberra (5e au général);

### 12 victoires en championnat d'Allemagne
- 1998 et 2000: ADAC-3-Städte;
- 1999: rallye ADAC-Pneumant (à Lutherstadt Wittenberg);
- 1999 et 2000: Rallye ADAC-de Thüringe;
- 1999 et 2000: rallye ADAC-de Sarre;
- 1999: rallye ADAC-Deutschland;
- 1999: rallye ADAC-Hunsrück;
- 1999: rallye ADAC-Berlin-Brandenburg;
- 2000: rallye ADAC-d'Oberland;
- 2002: rallye ADAC-Eifel;